# Popover
Un popover est un petit pain léger fabriqué à partir d'une pâte aux œufs semblable à celle du Yorkshire pudding, généralement cuit dans des moules à muffins ou dans des moules à popover spéciaux, dont les parois sont droites plutôt qu'inclinées. Les popovers peuvent être servis soit comme une friandise, garnie de fruits et de crème fouettée, soit avec du beurre et de la confiture au petit déjeuner, soit avec le thé de l'après-midi, soit avec des viandes au déjeuner et au dîner.

## Nom
Le nom popover vient du fait que la pâte gonfle ou « saute » au-dessus du moule pendant la cuisson. Les popovers sont également connus sous le nom de laplanders.

## Histoire
Le popover est une version américaine du Yorkshire pudding et de puddings à la pâte similaires fabriqués en Angleterre depuis le XVIIe siècle,. La plus ancienne référence connue aux popovers date de 1850. Le premier livre de cuisine à imprimer une recette de popover date de 1876.
Une variante des popovers avec de l'ail et des herbes est appelée popover pudding de Portland, dans l'Oregon. D'autres sortes de popovers américains consistent à remplacer une partie de la farine par de la purée de citrouille et à ajouter des épices comme le piment de la Jamaïque ou la noix de muscade. La plupart des popovers américains d'aujourd'hui ne sont toutefois pas aromatisés à la viande ou aux herbes. Ils ont plutôt un goût de beurre.